# Eupithecia canariensis
Eupithecia canariensis là một loài bướm đêm trong họ Geometridae.